# Нижній Торгай
Нижній Торга́й (каз. Төменгі Торғай) — село у складі Єрейментауського району Акмолинської області Казахстану. Входить до складу Тургайського сільського округу.
Населення — 122 особи (2021; 112 у 2009, 176 у 1999, 235 у 1989).
Національний склад станом на 1989 рік:
- казахи — 57 %;
- українці — 20 %.